# Шубино (Дедовичский район)
Шу́бино — деревня в Дедовичском районе Псковской области России. Входит в состав Вязьевской волости Дедовичского района.
Расположено в центре района, в 8 км к юго-западу от райцентра, посёлка Дедовичи.

## Население
Численность населения деревни по оценке на 2000 год составляла 30 жителей.

## История
До 3 июня 2010 года деревня была в составе ныне упразднённой Красногорской волости Дедовичского района.